# Ministerio de Justicia y Derechos Humanos (Perú)
El Ministerio de Justicia y Derechos Humanos del Perú es el ministerio encargado de asesorar al presidente constitucional del Perú en temas judiciales y de derechos humanos a la nación. El actual ministro desde el 14 de mayo de 2025 es Juan Alcántara Medrano.

## Funciones del ministerio
El Ministerio de Justicia y Derechos Humanos aprueba, dirige, supervisa y evalúa el cumplimiento de la política nacional del sector, en armonía con la política general del Estado y los planes de gobierno. También coordina con los demás ministerios y entidades de la Administración pública las actividades vinculadas al ámbito de su competencia.
Se encarga de los centros de reclusión del país y de las relaciones del Estado con las entidades religiosas, en el marco de lo establecido por la Constitución Política del Perú. Asimismo, tiene como finalidad concretar y suscribir los acuerdos en materia de justicia, derechos humanos, cooperación económica, social y otra materia de su competencia.
Es el encargado de nombrar al director del INPE o conducir algún proceso judicial de magnitud internacional. Un ejemplo de un proceso judicial es la extradición de Alberto Fujimori desde Chile. 
Anteriormente denominado Ministerio de Justicia y Culto, era también encargado de las relaciones con las Iglesias y confesiones religiosas, en especial con la Iglesia católica.
En diciembre de 2011, se aprobó crear el Viceministerio de Derechos Humanos, cambiando de Ministerio de Justicia (MINJUS) a su nombre actual (MINJUSDH).
El ministro de Justicia es también presidente del Consejo de Defensa Jurídica del Estado. Según el Decreto Legislativo n.º 1068, el titular de la cartera de Justicia o su representante ejercen la presidencia del Consejo de Defensa Jurídica del Estado.

## Organización
- Secretaría General
- Viceministerio de Justicia
  - Dirección General de Desarrollo Normativo y Calidad Regulatoria
  - Dirección General de Asuntos Criminológicos
  - Dirección General de Justicia y Libertad Religiosa
  - Dirección General de Transparencia, Acceso a la Información Pública y Protección de Datos Personales
- Viceministerio de Derechos Humanos y Acceso a la Justicia
  - Dirección General de Defensa Pública y Acceso a la Justicia
  - Dirección General de Derechos Humanos
  - Dirección General de Búsqueda de Personas Desaparecidas

## Órganos adscritos al Ministerio
- Instituto Nacional Penitenciario (INPE).
- Superintendencia Nacional de los Registros Públicos (Sunarp).
- Procuraduría General del Estado
- Autoridad Nacional de Transparencia y Acceso a la Información Pública[2]
- Tribunal de Transparencia y Acceso a la Información Pública
- Programa Nacional de Bienes Incautados:[3] encargado de custodiar, asignar, disponer y vender en subasta pública de aquellos objetos y ganancias generadas por la comisión de delitos en agravio del Estado generados por corrupción.[4]